# Spišské Bystré

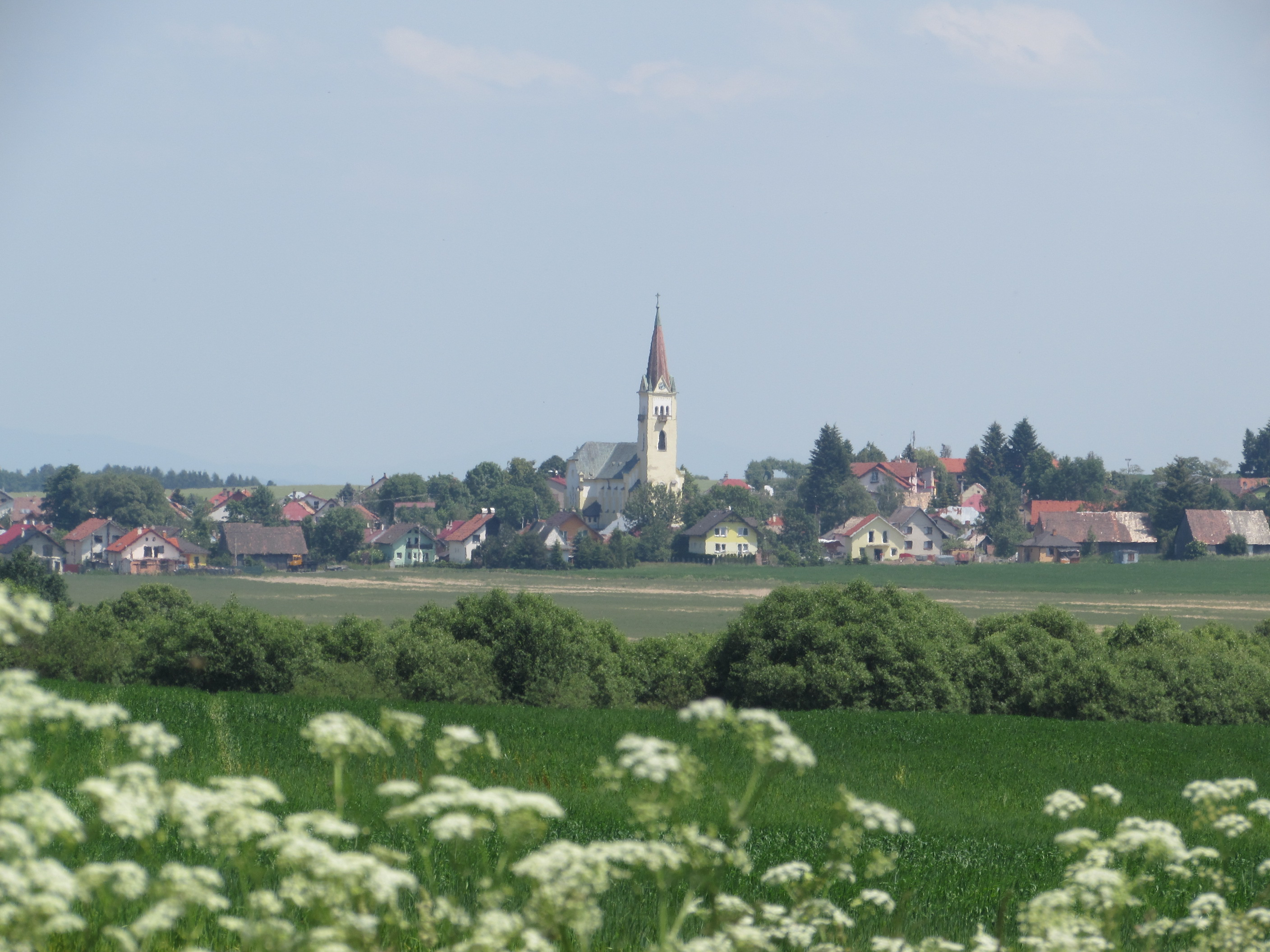
Spišské Bystré

Spišské Bystré (bis 1948 slowakisch „Kubachy“; deutsch Kuhbach, ungarisch Hernádfalu – bis 1907 Kubach) ist eine Gemeinde im Okres Poprad des Prešovský kraj, mit 2430 Einwohnern.

## Geographie
Die Gemeinde liegt im Talkessel Hornádska kotlina am Zusammenfluss der Bäche Bystré und Kubášok, wovon der erstgenannte wiederum in den Hornád nördlich des Ortes mündet. Nördlich erhebt sich der schmale Gebirgszug Kozie chrbty, während nach Süden befindet sich die Niedere Tatra. Spišské Bystré ist neun Kilometer von Poprad entfernt.

## Geschichte
Der Ort wurde zum ersten Mal 1294 als villa Cubach schriftlich erwähnt. Der Name weist auf die Hauptbeschäftigung – Viehzucht und Landwirtschaft – hin. Der Schicksal des Ortes ist eng mit dem Kloster im nahen Spišský Štiavnik verbunden, der einen Herrn Helebrant beauftragte, als Schultheiß einen Ort im oberen Tal des Flusses Hornád zu gründen. Der Ort hatte eine gemischte slowakisch-deutsche Bevölkerung.

## Bevölkerung
| Jahr                | 1994 | 2004    | 2014    | 2024    |
| ------------------- | ---- | ------- | ------- | ------- |
| Anzahl der Personen | 2174 | 2391    | 2484    | 2480    |
| Unterschied         |      | +9,98 % | +3,88 % | −0,16 % |

| Jahr                | 2023 | 2024    |
| ------------------- | ---- | ------- |
| Anzahl der Personen | 2485 | 2480    |
| Unterschied         |      | −0,20 % |